# Propylacetate
Die Propylacetate (auch Essigsäurepropylester) zählen zu den organisch-chemischen Stoffen und bilden eine Gruppe von zwei strukturisomeren gesättigten Carbonsäureestern. Sie sind die Ester der Essigsäure mit den beiden isomeren Propanolen: n-Propanol und Isopropanol. Sie haben die allgemeine Summenformel C5H10O2 und eine molare Masse von 102,13 g/mol. Beide Vertreter kommen natürlich als Aromastoffe in Früchten vor und werden auch als Aromastoffe in Lebensmitteln verwendet.

## Vorkommen

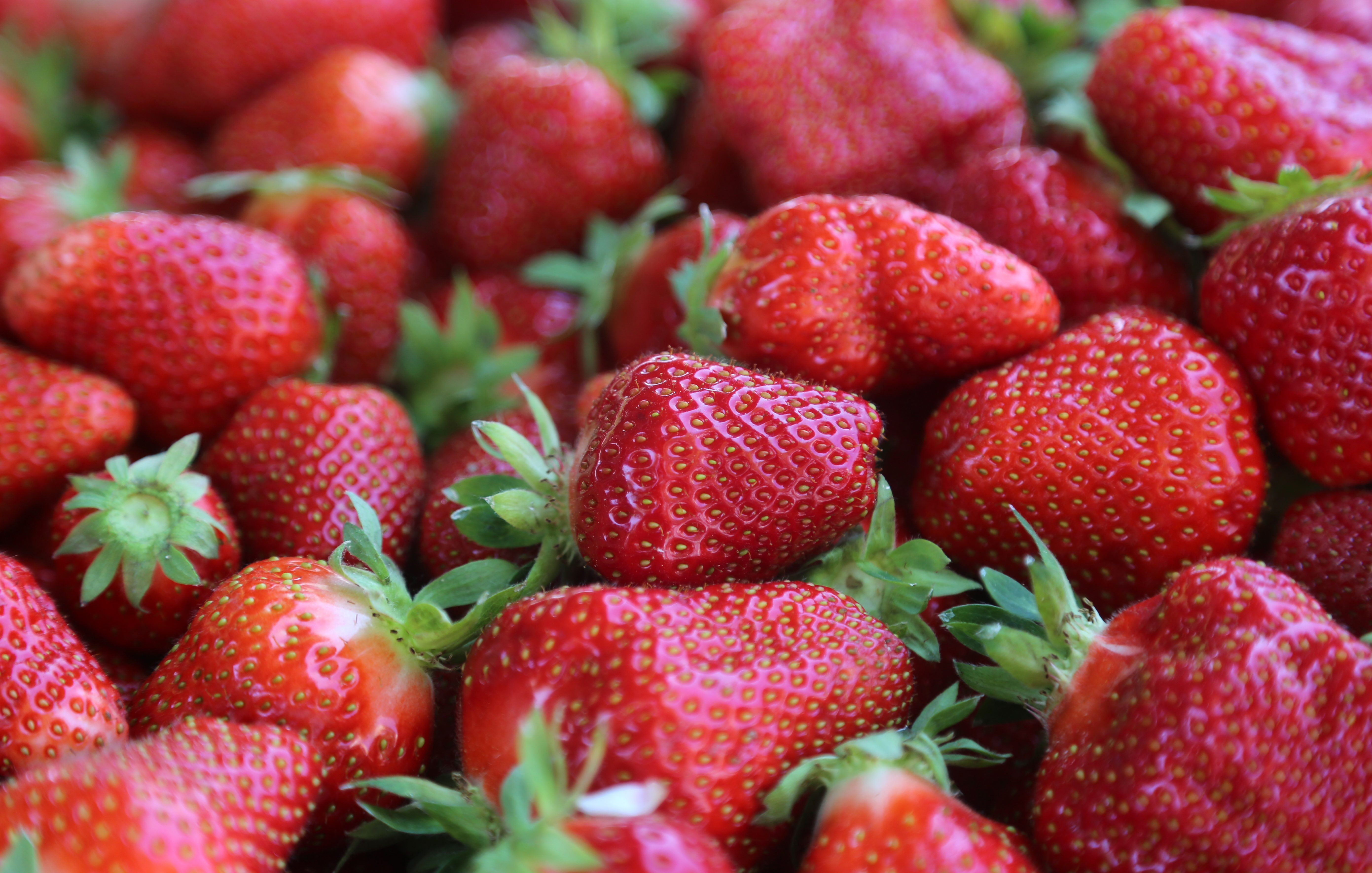
Beide isomeren Propylacetate kommen in Erdbeeren vor

Beide Isomere kommen in Früchten vor, beispielsweise in Zuckermelonen und Erdbeeren. n-Propylacetat ist ein wichtiger Bestandteil des Aromas mancher Äpfel. Beide Verbindungen kommen außerdem in Wein vor.

## Darstellung
Die beiden Propylacetate lassen sich großtechnisch durch eine säurekatalysierte Veresterung von Essigsäure und 1-Propanol oder 2-Propanol synthetisieren.
Durch Wasserentzug kann die Gleichgewichtsreaktion in Richtung der Produkte verschoben werden. 

## Eigenschaften
| Gefahrensymbol | Gefahrensymbol |

| Gefahrensymbol | Gefahrensymbol |

## Verwendung
Sowohl n-Propylacetat als auch Isopropylacetat sind wichtige Lösungsmittel in der Druckindustrie. n-Propylacetat wird auch in der kosmetischen Industrie verwendet, insbesondere in Nagellackprodukten; Isopropylacetat wird gelegentlich in Kosmetika verwendet. Beide Verbindungen sind außerdem in der EU unter den FL-Nummern 09.002 bzw. 09.003 als Aromastoffe für Lebensmittel allgemein zugelassen.